# Weib gegen Weib (1923)

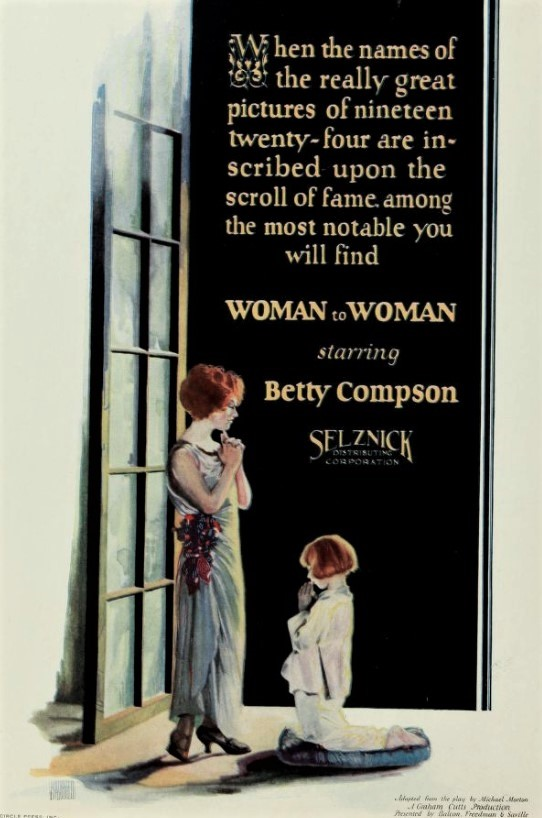
Amerikanische Werbung für Woman to Woman

Weib gegen Weib ist ein britisches Filmdrama von Graham Cutts aus dem Jahr 1923. Er basiert auf einem von Michael Morton verfassten Bühnenstück. Filmhistorische Bedeutung hat der Film vor allem wegen der Mitarbeit von Alfred Hitchcock in verschiedenen Funktionen vor seiner eigenen Karriere als Filmregisseur. Er gilt als verschollen.

## Handlung
Während des Ersten Weltkriegs hat ein englischer Soldat während seines Urlaubs eine kurze Beziehung zu einer französischen Tänzerin in Paris. Zurück im Krieg wird er verwundet und verliert sein Gedächtnis sowie die Erinnerung an seine Affäre. Er kehrt nach England zurück und heiratet dort. Nach einigen Jahren taucht die Tänzerin, die vergeblich auf ihn gewartet hatte, mit ihrem gemeinsamen Sohn in England auf. Der Vater nimmt das Kind an, doch für die Tänzerin endet die Geschichte tragisch.

## Hintergrund
- Weib gegen Weib war der erste von fünf Filmen, bei denen Hitchcock als Assistent des Regisseurs Graham Cutts und in verschiedenen anderen Funktionen arbeitete. Bis dahin hatte er – abgesehen von einem unvollendeten Film, bei dem er Regie geführt hatte – hauptsächlich als Zeichner von Zwischentiteln für verschiedene Stummfilme gearbeitet. Dabei war er den Produzenten Michael Balcon, Victor Saville und John Freedman aufgefallen, die die Studios anmieteten, in denen auch Hitchcock arbeitete. Sie engagierten ihn als Regieassistent für Cutts sowie als Ausstatter und als Drehbuchautor.
- Eine der Mitarbeiterinnen, die ebenfalls der Firma Balcon-Saville-Freedman beitraten und bei Weib gegen Weib mitwirkten, war Hitchcocks spätere Frau Alma Reville, Ähnlich wie Hitchcock übte sie in der Frühzeit des Films, als sich die Spezialisierung auf bestimmte Funktionen noch nicht durchgesetzt hatte, mehrere Tätigkeiten beim Film aus, unter anderem als Filmeditorin und Scriptgirl.
- Eine kleine Rolle in Weib gegen Weib spielt Victor McLaglen.

## Kritiken
In The Times vom 12. November 1923 heißt es unter anderem:
„Woman to Woman, a "Graham Cutts" production […] is very much above the average. It […] should be visited by all those who affect to deplore the condition of the British film industry. In some ways it is a "spectacular" production, but the producer never sets out to give spectacles for their own sake […] The plot is both logical and inevitable […] This story is admirably told, and its finer points are never underlined. The acting, too, is excellent“
(Übersetzung: „‚Woman to Woman‘, eine Graham-Cutts-Produktion, ist weit über dem Durchschnitt. Er sollte von allen gesehen werden, die dazu neigen, die Situation der Britischen Filmindustrie zu beklagen. In gewisser Hinsicht ist es eine ‚spektakuläre‘ Produktion, aber der Regisseur stellt dies niemals als Selbstzweck aus. Die Handlung ist sowohl logisch als auch unausweichlich. Die Geschichte wird vortrefflich erzählt, und ihre Feinheiten werden nie unterstrichen. Die Schauspielerei ist ebenfalls ausgezeichnet “)